# Неве-Мидбар
Неве-Мидбар (ивр. נווה מדבר‎) — региональный совет в Южном административном округе Израиля, в пустыне Негев с юга-запада от Мёртвого моря. 
Неве-Мидбар является одним из двух региональных советов, образованных в результате разделения регионального совета Абу-Басма 5 ноября 2012 года. В региональный совет входят 4 бедуинские деревни. Главой регионального совета с ноября 2016 года является Ибрагим Альвашла.

## История
Региональный совет был создан 5 ноября 2012 года, когда решением Министерства внутренних дел Израиля региональный совет Абу-Басма был разделён на два региональных совета: Неве-Мидбар и Аль-Касум. Решение о создании двух отдельных региональных советов было обусловлено увеличением изначального регионального совета.

## Население
По статистическим данным Центрального статистического бюро Израиля население регионального совета на 2024 год составляет 14 892 человек.